# راندولف كاربنتر
راندولف كاربنتر هو محامي وسياسي أمريكي، ولد في 24 أبريل 1894 في ماريون في الولايات المتحدة، وتوفي في 26 يوليو 1956 في توبيكا في الولايات المتحدة. نشط حزبياً في الحزب الديمقراطي. وقد انتخب عضو مجلس نواب كنساس ‏ وانتخب عضو مجلس النواب الأمريكي ‏.